# Quicksilver Messenger Service (альбом)
Quicksilver Messenger Service ― дебютный студийный альбом американской рок-группы Quicksilver Messenger Service, выпущенный в мае 1968 года. 
| Оценки критиков | Оценки критиков |
| Источник        | Оценка          |
| --------------- | --------------- |
| AllMusic        | [ 1 ]           |

## Список композиций
Первая сторона
| №  | Название             | Автор(ы)                    | Длительность |
| -- | -------------------- | --------------------------- | ------------ |
| 1. | «Pride of Man»       | Гамильтон Кэмп              | 4:08         |
| 2. | «Light Your Windows» | Гэри Дункан, Дэвид Фрайберг | 2:38         |
| 3. | «Dino's Song»        | Дино Валенте                | 3:08         |
| 4. | «Gold and Silver»    | Гэри Дункан, Стив Шустер    | 6:43         |

Вторая сторона
| №                   | Название             | Автор(ы)                    | Длительность |
| ------------------- | -------------------- | --------------------------- | ------------ |
| 1.                  | «It's Been Too Long» | Рон Полте                   | 3:01         |
| 2.                  | «The Fool»           | Гэри Дункан, Дэвид Фрайберг | 12:07        |
| Общая длительность: | Общая длительность:  | Общая длительность:         | 31:46        |

## Участники записи
Quicksilver Messenger Service
- Джон Чиполлина ― соло-гитара
- Гэри Дункан ― гитара, вокал
- Дэвид Фрайберг ― бас-гитара, вокал, альт
- Грег Элмор ― ударные

Другие
- The Ace of Cups[англ.] ― бэк-вокал в композиции «The Fool»